# Nakajima Ki-115
Chiếc Nakajima Ki-115 Tsurugi (剣|Kiếm) là một kiểu Máy bay cảm tử (Kamikaze) một chỗ ngồi được phát triển bởi Không lực Lục quân Đế quốc Nhật Bản vào giai đoạn kết thúc của Thế Chiến II cuối năm 1945. Hải quân Đế quốc Nhật Bản gọi kiểu máy bay này là Tōka (藤花|Đằng hoa).

## Thiết kế và phát triển
Mục đích dự tính của kiểu máy bay này là dùng trong các cuộc tấn công Thần phong (Kamikaze) vào các tàu bè thuộc Hạm Đội Đồng Minh sẽ tham gia cuộc tấn công tương lai vào Nhật Bản, Chiến dịch Downfall, mà cuối cùng đã không xảy ra. Khi Bộ chỉ huy Tối cao Nhật Bản nghĩ rằng họ không có đủ những chiếc máy bay cũ lỗi thời dùng cho những cuộc tấn công kamikaze, họ đã quyết định phải chế tạo nhanh chóng một số lượng lớn những chiếc máy bay tự sát rẻ tiền đơn giản đề phòng việc tấn công vào nước Nhật.

### Cấu tạo
Chiếc máy bay rất đơn giản, được làm bằng các vật liệu "không chiến lược" (chủ yếu là gỗ và thép). Nó sử dụng một kiểu bánh cất cánh vứt được (vì không cần hạ cánh) để giảm trọng lượng, nên bộ bánh đơn giản bằng ống thép hàn được gắn vào máy bay. Mặt cắt ngang thân chiếc máy bay có hình tròn chứ không phải hình elip như đa số các máy bay loại này và cỡ này vào thời đó. Kiểu thân này rất dễ chế tạo. Tuy nhiên, Tsurugi cũng có bảng điều khiển  Lưu trữ ngày 28 tháng 10 năm 2009 tại Wayback Machine với một số công cụ bay, bàn đạp bánh lái bổ sung cho cần nâng bánh lái và vị trí trang bị radio. Các điều khiển bay bao gồm cả bánh lái lượn và cánh nắp (trên phiên bản sản xuất).
Chiếc Ki-115 được thiết kế để có khả năng gắn bất kỳ kiểu động cơ nào đang được lưu trữ để dễ chế tạo, và cũng để tận dụng số động cơ lạc hậu của những năm 1920 và 1930. Chiếc máy bay đầu tiên (Ki-115a) được trang bị động cơ Nakajima Ha-35 bố trí hình tròn 1.150 mã lực, nhưng không rõ là liệu có kiểu động cơ nào khác đã được trang bị hay không. Sau khi thử nghiệm, những chiếc máy bay sản xuất đầu tiên được trang bị kiểu bánh cất cánh cải tiến và hai ống JATO (rocket hỗ trợ cất cánh)  (các nguồn khác cho rằng chúng được thiết kế để gia tốc giai đoạn cuối về hướng mục tiêu).

### Tính năng bay

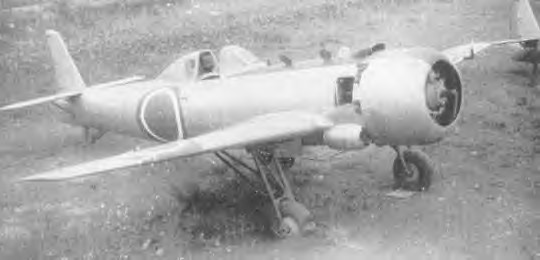
Một chiếc Ki 115 không lâu sau chiến tranh, cánh quạt đã được tháo bỏ đề phòng bị bay lén.

Chiếc máy bay đạt được tốc độ tối đa 512 km/h (320 dặm mỗi giờ) và có thể mang một bom nặng đến 800 kg, đủ để cắt đôi một chiếc tàu chiến Mỹ. Tuy nhiên chúng lại không có vũ khí tự vệ trên đường đi, nên trở thành một mục tiêu dễ dàng cho các máy bay tiêm kích đối phương.
Các điều khiển bay thô thiển, tầm nhìn tệ hại và tính năng bay kém cõi. Do tính đơn sơ, điều khiển cứng chắc và tầm nhìn mặt đất kém, Tsurugi có đặc tính cất cánh và hạ cánh rất kém và không ai có thể lái được trừ những phi công kinh nghiệm. Đã có những tai nạn rơi chết người khi thử nghiệm và huấn luyện . Dù vậy, phiên bản mới tốt hơn  có cải thiện các điều khiển bay và tầm nhìn được khẩn trương phát triển. Bộ chỉ huy Tối cao Nhật Bản dự tính chế tạo 8.000 chiếc mỗi tháng trong các xưởng trên khắp nước Nhật.
Tuy nhiên, chiến tranh kết thúc trước khi chúng được đem ra sử dụng. Từng chiếc máy bay riêng lẻ xem ra là một vũ khí không hiệu quả, nhưng nếu sử dụng từng đợt hằng trăm hoặc hằng ngàn chiếc chúng, có thể có hiệu quả hủy diệt thật sự. Tiêu bản máy bay duy nhất còn lại đến ngày nay là một chiếc tại Bảo tàng Quốc gia Hàng không và Không gian, trong tình trạng tháo rời.

## Các phiên bản
- Ki-115 Tsurugi: Máy bay tấn công cảm tử (kamikaze) một chỗ ngồi, phiên bản sản xuất hàng loạt.

## Các nước sử dụng
Nhật Bản
- Lục quân Đế quốc Nhật Bản
- Hải quân Đế quốc Nhật Bản

## Đặc điểm kỹ thuật (Ki-115)

### Đặc tính chung
- Đội bay: 01 người
- Chiều dài: 8,55 m (28 ft 1 in)
- Sải cánh: 8,60 m (28 ft 3 in)
- Chiều cao: 3,30 m (10 ft 10 in)
- Trọng lượng không tải: 1.690 kg (3.718 lb)
- Động cơ: 1 x động cơ Nakajima Ha-115 bố trí hình tròn, công suất 1.150 mã lực (860 kW) và hai rocket JATO hỗ trợ cất cánh

### Đặc tính bay
- Tốc độ lớn nhất: 512 km/h (276 knot, 320 mph)
- Tầm bay tối đa: 1.200 km (648 nm, 745 mi)

### Vũ khí
- 800 kg (1.760 lb) bom

## Nội dung liên quan

### Trình tự thiết kế
Ki-112 -
Ki-113 -
Ki-114 -
Ki-115 -
Ki-116 -
Ki-117 -
Ki-118

### Danh sách liên quan
- Danh sách máy bay chiến đấu
- Danh sách máy bay quân sự Nhật Bản